# Benítez (Sucre)
Benítez é um município da Venezuela localizado no estado de Sucre.
A capital do município é a cidade de El Pilar.